# Samuel Essende
Samuel Essende (Montfermeil, 30 januari 1998) is een Frans voetballer met Congolese roots die sinds 2021 uitkomt voor Pau FC. Essende is een aanvaller.

## Carrière
Essende sloot zich op twaalfjarige leeftijd aan bij de jeugdacademie van Paris Saint-Germain. Na enkele goede prestaties in de UEFA Youth League ondertekende hij op 10 augustus 2018 zijn eerste profcontract bij de Franse topclub. Enkele weken later verhuurde PSG hem aan de Belgische eersteklasser KAS Eupen, de club van ex-PSG-speler Claude Makélélé. Makélélé liet Essende op 25 augustus 2018 debuteren tegen Royal Excel Moeskroen: in de met 0-1 gewonnen uitwedstrijd mocht Essende in de 63e minuut invallen voor Danijel Milicevic. Erg succesvol werd de uitleenbeurt niet: Essende speelde negentien wedstrijden, veelal als invaller, en scoorde geen enkel doelpunt.
In augustus 2019 maakte Essende een definitieve transfer naar de Franse derdeklasser US Avranches. Daar scoorde hij in zijn eerste seizoen, dat vroegtijdig werd stopgezet vanwege de coronapandemie, drie competitiegoals. In zijn tweede seizoen was hij goed voor acht competitiegoals, en ook in de Coupe de France was hij trefzeker tegen US Quevilly-Rouen Métropole. Het leverde hem de interesse op van onder andere Le Havre AC, Valenciennes FC en FC Utrecht op.
In juli 2021 stapte Essende over naar de Franse tweedeklasser Pau FC.

## Statistieken
| Seizoen        | Club           | Land               | Competitie           | Competitie | Competitie | Beker | Beker | Internationaal | Internationaal | Totaal | Totaal |
| Seizoen        | Club           | Land               | Competitie           | Wed.       | Dlp.       | Wed.  | Dlp.  | Wed.           | Dlp.           | Wed.   | Dlp.   |
| -------------- | -------------- | ------------------ | -------------------- | ---------- | ---------- | ----- | ----- | -------------- | -------------- | ------ | ------ |
| 2018/19        | → KAS Eupen    | Vlag van België    | Jupiler Pro League   | 16         | 0          | 3     | 0     | —              | —              | 19     | 0      |
| 2019/20        | US Avranches   | Vlag van Frankrijk | Championnat National | 18         | 3          | 1     | 0     | —              | —              | 19     | 3      |
| 2020/21        | US Avranches   | Vlag van Frankrijk | Championnat National | 14         | 4          | 0     | 0     | —              | —              | 14     | 4      |
| Carrièretotaal | Carrièretotaal | Carrièretotaal     | Carrièretotaal       | 48         | 7          | 4     | 0     | 0              | 0              | 52     | 7      |

Bijgewerkt op 18 december 2020.